# Nicolaes Lachtropius
Nicolaes Lachtropius (avant 1656 - entre 1700 et 1720, Alphen aan den Rijn?)est un peintre néerlandais du siècle d'or.

## Biographie
La date et le lieu de naissance de Nicolaes Lachtropius ne sont pas connus. 
La première trace de la vie de l'artiste montre qu'il est actif à Amsterdam à partir de 1656. Il se spécialise dans la peinture de natures mortes, et la peinture de fleurs en particulier. Il est influencé par le style du peintre Otto Marseus van Schrieck. 
Il meurt entre 1700 et 1720, probablement à Alphen aan den Rijn aux Pays-Bas, où il est cité dans les archives de la ville en 1700 comme marchand.

## Œuvres
- Nature morte aux fleurs[2], Rijksmuseum, Amsterdam
- Vase de fleurs[3], Fitzwilliam Museum, Cambridge